# Kritérium pravdivosti
Kritérium pravdivosti je měřítko, které umožňuje rozeznat pravdivé od nepravdivého, například pravdivé soudy od nepravdivých. Otázka, zda je soud pravdivý nebo nepravdivý, se rozhoduje prostřednictvím odůvodnění stavem věci. Způsob tohoto odůvodnění je různý podle oblasti předmětu. Stanovit jeho podmínky je věcí jednotlivých věd a jejich učení o metodě. Za předpokladu těchto zvláštních a obsahových kritérií pravdy se však v teorii poznání musíme ptát i na všeobecná a poslední kritéria pravdy. Nejde přitom už o to, kterými stavy věci se soud odůvodňuje, nýbrž jak musí být tento stav věci dán nositeli poznání, aby mohl rozlišovat pravdivé soudy od nepravdivých, a tak mohl soudit s jistotou. Obecné kritérium pravdy může vést k jistotě jen v konkretizování zvláštního kritéria pravdy. Jelikož soud je pravdivý jen tehdy, když se shoduje se stavem věci, na který se vztahuje, a protože jistota o tom je možná pouze tehdy, když je soudícímu zjevný sám stav věci, je obecným kritériem pravdy evidence. Kritéria pravdy, která jsou udána jinak, ztroskotávají vesměs v tom, že buď nejsou obecná, nebo jako subjektivní určení neposkytují záruku pravdy.

## Primární pravdy
Existují tři primární pravdy, které jsou inherentně přítomny při jakékoliv intelektuální činnosti, jejímž cílem je pravda nebo poznání:
- první fakt (fakt o naší existenci)
- první princip (zákon sporu – dva popírající se výroky nemohou být současně pravdivé)
- první podmínka (schopnost mysli znát pravdu)

Primární pravdy nemohou být podložené pozitivním důkazem, protože jsou inherentně přítomné v každé analýze.

## Kritéria pravdivosti

### Autorita
Názory lidí, kteří mají významné zkušenosti, kteří jsou vysoce školení nebo získali vyšší akademické tituly, jsou často považovány za důkaz. Poznání a obeznámenost s jejich profesním oborem vzbuzuje respekt a umožňuje to, aby jejich postoje byly brány za kritéria pravdy. Toto kritérium není neomylné (autority si mohou vzájemně odporovat).

### Soudržnost
Soudržnost (koherence) jako kritérium pravdivosti klade na teorii podmínku jednotnosti a schopnosti vysvětlit všechna fakta. Aby byla taková teorie koherentní, všechna relevantní fakta musí být uspořádána konzistentně a soudržně, aby tak vytvářela integrovaný celek. Teorie, která tímto způsobem pořádá fakta nejefektivněji, může být považována za nejvíce se přibližující pravdě.

### Obecný konsensus
Podle tohoto kritéria jsou názory, se kterými souhlasí všichni lidé, platným kritériem pravdivosti. Pokud tedy panuje v nějaké věci obecný konsenzus, tento konsensus má dokazovat, že daný názor je pravdivý. Toto kritérium lze považovat za oprávněné, pokud se týká například zákonů logiky nebo matematiky. Pokud se jím však myslí pouze obecná dohoda, jeho hodnota je sporná (příkladem může být někdejší přesvědčení o plochosti Země).

### Zvyk
Mnoho lidí používá zvyk jako kritérium pravdivosti, což je způsobeno domněnkou, že konáním obvyklého se předejde omylu. Zvyk však nelze považovat za seriózní kritérium pravdivosti.